# Факультет педагогіки і психології Тернопільського національного педагогічного університету імені Володимира Гнатюка
Факультет педагогіки і психології — структурний підрозділ Тернопільського національного педагогічного університету імені Володимира Гнатюка, створений у 2001 році.

## Історія
Факультет педагогіки і психології створений у 2001 році (наказ № 34 від 27 лютого 2001 р.).

## Сучасність
Факультет здійснює підготовку фахівців за такими освітніми рівнями:
- бакалавр;
- магістр.

## Адміністрація факультету
Декани:
- кандидат психологічних наук, доцент Сіткар Віктор Ілліч (2004—2009)[1];
- кандидат педагогічних наук, доцент катедри педагогіки Чайка Володимир Мирославович (від ?)[2].

## Підрозділи

### Катедра педагогіки та менеджменту освіти
Катедра педагогіки (до 1983 — катедра педагогіки та психології) є однією з найстаріших катедр університету. Вона була створена як самостійний загальноінститутський підрозділ одночасно зі створенням нашого навчального закладу — учительського інституту в м. Кременець. Згодом на її базі було створено катедри психології (1983) та педагогічної майстерності (1987).
У 2011 р. катедру педагогіки перейменовано на катедру педагогіки та ґендерної рівності. З 2013 р. до 2014 р. катедра мала назву «Катедра педагогіки». У кінці 2014 р. катедру перейменовано на катедру педагогіки та менеджменту освіти. 
Завідувачі
- І.К.Козеко (до 1951)
- кандидат педагогічних наук, доцент І.Г.Оплавський (1951—1953)
- кандидат педагогічних наук, доцент В.Х.Харкевич (1953—1962)
- кандидат педагогічних наук, доцент І.П.Смолій (в.о., 1962—1971)
- кандидат педагогічних наук, доцент (згодом доктор педагогічних наук, професор) М. М. Фіцула (1971—1977, 1983—1988, 1991—1998)
- кандидат педагогічних наук, доцент Г.В.Залевський (1977—1979)
- кандидат психологічних наук, доцент Ю. Д. Юсім (1988—1991)
- кандидат педагогічних наук, доцент (нині доктор педагогічних наук, професор) А.В.Вихрущ (1988—1991)
- доктор педагогічних наук, професор, дійсний член НАПН України В.П.Кравець (1999—2014)
- доктор педагогічних наук, професор Галина Михайлівна Мешко (від 2014)[3].

### Катедра психології
Створена у вересні 1983 року.
Завідувачі
- доктор психологічних наук, професор Кікінежді Оксана Михайлівна

### Катедра соціальної роботи, спеціальної освіти і менеджменту соціокультурної діяльності
Завідувачі:
- доктор педагогічних наук, професор Поліщук Віра Аркадіївна[4]

### Катедра педагогіки і методики початкової освіти
Катедра педагогіки і методики початкової та дошкільної освіти як випускова, що забезпечує підготовку фахівців початкової освіти, розпочала діяльність 1 вересня 2013 року. 25 листопада 2014 року катедру педагогіки і методики початкової освіти перейменовано на катедру педагогіки і методики початкової та дошкільної освіти.
Завідувачі
- доктор педагогічних наук, професор Янкович Олександра Іванівна (від 2013)[5].

### Катедра філологічних дисциплін початкової освіти
Катедра рідної мови та методики її викладання була створена у жовтні 1996 року. У грудні 2013 року переіменована на катедру філологічних дисциплін початкової освіти.
Завідувачі:
- кандидат філологічних наук, доцент Гузар Олена Володимирівна[6]